# Mm-ma-ma
"Mm-ma-ma" là dự án âm nhạc đơn đầu tiên thuộc thể loại pop và dance Crazy Loop được thực hiện bởi ca sĩ người Moldova Dan Bălan. Phát hành vào ngày 27 tháng 3 năm 2008, từ album đầu tay The Power of Shower của anh. Bài hát có nội dung về tình yêu.

## Phát hành tại Anh
Trong tháng 8 năm 2009, "Mm-ma-ma" đã được thông báo rằng sẽ phát hành ở Vương quốc Anh qua cái tên pop mới là PopLife Records. Ngày 4 tháng 9 năm 2009, video âm nhạc đã được phát trên kênh truyền hình "The Box" của Anh. Phiên bản đơn được phổ biến trên truyền thông kỹ thuật số vào ngày 12 tháng 10 năm 2009.

## Video âm nhạc
Một show thời trang nhàm chán diễn ra và không chiếm được cảm tình của khán giả. Ở hậu trường, vị giám đốc thời trang đang giúp một phụ nữ chỉnh tề trang phục trong show diễn. Cả hai đều ngửi thấy gì đó, và Crazy Loop bước đến trong trang phục một nhân viên giao pizza. Cô gái muốn thử một miếng, nhưng giám đốc thời trang ngăn lại và ăn mảnh pizza một mình. Tuy nhiên, miếng bánh không vừa ý nên ông nhổ vào thùng rác.
Hàng loạt cô gái ở đầu show bước ra sàn diễn, bao gồm cả vị giám đốc cấm Crazy Loop đi vào. Nhân lúc không có ai xung quanh, Crazy Loop vận một bộ com lê và cặp kính râm đi đến sàn diễn và nhảy trước mặt những cô gái trong chương trình. Các khán giả đang buồn chán sau đó thức dậy và ngây người ra. Vị giám đốc giận điên người và nhìn chằm chằm vào Crazy Loop, thậm chí cố gắng sai một cô đi ra đá Crazy Loop ra khỏi chương trình (và không thành công). Một nhân vật VIP đến xem Crazy Loop. Lúc đầu dường như ông ấy sẽ chỉa tay xuống kiểu dislike, khiến vị giám đốc hoảng sợ, tuy nhiên, vị khách VIP lại giơ ngón tay cái lên. Show thời trang bắt đầu điên rồ (giống như Crazy Loop), và tất cả những người trong chương trình (bao gồm cả giám đốc) vận những bộ trang phục rồ dại (một người đi rải pizza mà Crazy Loop cung cấp). Khán giả ăn pizza mà vị giám đốc trước đó bỏ đi. Giám đốc sau đó đưa Crazy Loop một bịch bỏng ngô và Crazy Loop ném vào không trung. Với buổi tiệc thưởng thức pizza và bắp rang tung bay, cùng các khán giả vui mừng hưởng ứng, show thời trang nổi bật trên trang bìa tạp chí như một thành công lớn.
Nữ hoàng chuyển giới Tammie Brown, nổi tiếng qua bộ RuPaul's Drag Race, đóng một vai khách mời trong video.

## Danh sách nhạc
CD đơn
1. "Mm-ma-ma (Original Mix)" — 3:34
2. "Mm-ma-ma (The Age Of Steam Mix)" — 3:18
3. "Mm-ma-ma (Numa Numa 2 - Dragostea Din Tei 2008)" - 3:29

## Remix
On Crazy Loop's album The Power of Shower are two remixes:
- Mm-ma-ma: "DJ Ross Radio Club Edit" (Track 10, Length: 3:54)
- Mm-ma-ma: "The Age Of Steam Remix" (Track 11, Length: 3:20)

## Xếp hạng
Đoạn video đã được lên các bảng xếp hạng trong ba tuần ở Đức và Áo. Ở Ba Lan xếp thứ 41. Tại Ru-ma-ni, bài hát chiếm hạng đầu trong chín tuần.
| Bảng xếp hạng (2007/2008) | Vị trí xếp hạng |
| ------------------------- | --------------- |
| Austrian Singles Chart    | 49              |
| German Singles Chart      | 18              |
| Polish Singles Chart      | 41              |
| Romanian Singles Chart    | 1               |